# Charles Taze Russell

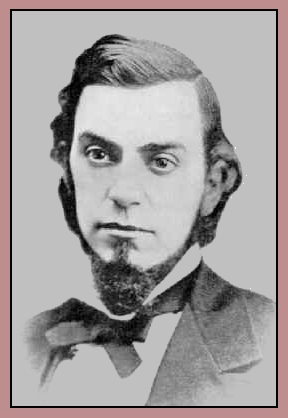
Charles Taze Russell de joven.

Charles Taze Russell (Allegheny, Pensilvania, 16 de febrero de 1852-Pampa, Texas, 31 de octubre de 1916), también conocido como el Pastor Russell, fue un escritor, pastor y líder religioso estadounidense. A fines del siglo XIX, y en el contexto del surgimiento de diversos movimientos religiosos en Estados Unidos, Russell fundó el movimiento de los Estudiantes de la Biblia, movimiento religioso de carácter  restauracionista, milenarista y antitrinitarista.
En julio de 1879, Russell comenzó a publicar una revista religiosa mensual, Zion's Watch Tower and Herald of Christ's Presence (en español, La Torre del Vigía, publicación antecesora de la actual revista La Atalaya). En 1881 cofundó la Sociedad Zion's Watch Tower Tract con William Henry Conley como presidente; en 1884 se registró la corporación de forma oficial, con Russell como presidente. Russell escribió muchos artículos, libros, tratados, panfletos y sermones, con un total de aproximadamente 50.000 páginas impresas. De 1886 a 1904, publicó una serie de estudios bíblicos de seis volúmenes originalmente titulada Millennial Dawn (La Aurora del Milenio), luego rebautizada como Studies in the Scriptures (Estudios de las Escrituras), casi 20 millones de copias de las cuales fueron impresas y distribuidas en todo el mundo en varios idiomas durante su vida. Un séptimo volumen fue encargado por su sucesor como presidente de la sociedad, Joseph Rutherford, y publicado en 1917. Tras la ascensión de Rutherford, y en el contexto de la serie de cismas y pugnas internas, la Sociedad Watch Tower dejó de publicar los escritos de Russell en 1927.
Tras la disolución de facto del movimiento de los estudiantes de la Biblia en 1931 y el surgimiento entre las décadas de 1910 a 1930 de diversas corrientes religiosas, algunas escisiones han continuado con la publicación de sus libros de forma independiente en la actualidad. No obstante, las facciones afines a la sociedad Watchtower -desde 1931, parte de los Testigos de Jehová- se han distanciado de las posiciones escatológicas de Russell en sus escritos, especialmente a partir de la década de 1990. 

## Primeros años
Charles Taze Russell nació de padres escoceses-irlandeses, los inmigrantes Joseph Lytel Russell  /ˈlɪtəl/ (1813–1897) y Ann Eliza Birney (1825–1861), el 16 de febrero de 1852 en Allegheny, Pensilvania. Russell fue el segundo de cinco hijos, de los cuales dos sobrevivieron hasta la edad adulta. Su madre murió cuando él tenía 9 años.
Los Russell vivieron durante un tiempo en Filadelfia antes de mudarse a Pittsburgh, donde se convirtieron en miembros de la Iglesia Presbiteriana. Cuando Charles estaba en su adolescencia, su padre lo hizo socio de su mercería de Pittsburgh. A los doce años, Russell estaba escribiendo contratos comerciales para los clientes y estaba a cargo de algunas de las otras tiendas de ropa de su padre. A los trece años, Russell dejó la Iglesia Presbiteriana para unirse a la Iglesia Congregacional. En su juventud se le conocía por escribir con tiza versículos de la Biblia en las tablas de las cercas y las aceras de la ciudad en un intento de convertir a los incrédulos; destacó particularmente el castigo del infierno que aguarda a los infieles.
A los dieciséis años, una discusión con un amigo de la infancia sobre las fallas percibidas en el cristianismo (como las contradicciones en los credos, junto con las tradiciones medievales) llevó a Russell a cuestionar su fe. Investigó varias otras religiones, pero llegó a la conclusión de que no proporcionaban las respuestas que buscaba. En 1870, a los dieciocho años, asistió a una presentación del ministro adventista Jonas Wendell. Más tarde Russell dijo que, aunque no estaba del todo de acuerdo con los argumentos de Wendell, la presentación lo había inspirado con un renovado celo y creencia de que la Biblia es la palabra de Dios.

## Matrimonio
El 13 de marzo de 1879, Russell se casó con Maria Frances Ackley ( /məˈraɪ.ə/; 1850–1938) después de conocerse unos meses. La pareja se separó en 1897. Russell culpó de la ruptura del matrimonio a los desacuerdos sobre la insistencia de Maria Russell en un papel editorial más importante en la revista Zion's Watch Tower.Una sentencia judicial posterior señaló que había calificado el matrimonio como "un error" tres años antes de que surgiera la disputa sobre sus ambiciones editoriales. Maria Russell presentó una demanda de separación legal en el Tribunal de Apelaciones Comunes en Pittsburgh en junio de 1903 y tres años más tarde solicitó el divorcio bajo el alegato de crueldad. En 1908 se le concedió una separación, con pensión alimenticia. Maria Russell murió a la edad de 88 años en St. Petersburg, Florida, el 12 de marzo de 1938 por complicaciones relacionadas con la enfermedad de Hodgkin.

## Ministerio
Russell fue una figura carismática, pero no reclamó ninguna revelación o visión especial para sus enseñanzas y ninguna autoridad especial en su propio nombre. Afirmó que no buscaba fundar una nueva denominación, sino que tenía la intención de reunir a aquellos que buscaban la verdad de la Palabra de Dios «durante este tiempo de cosecha». Escribió que el «claro desarrollo de la verdad» en sus enseñanzas se debía al «simple hecho de que ha llegado el debido tiempo de Dios; y si no hablaba y no se podía encontrar ningún otro agente, las mismas piedras clamarían». Se veía a sí mismo y a todos los demás cristianos ungidos con el Espíritu Santo como «portavoces de Dios» y embajadores de Cristo. Más adelante en su carrera muchos Estudiantes de la Biblia lo veían como el «esclavo fiel y discreto» de Mateo 24:45. Después de su muerte, la Watch Tower dijo que había sido nombrado «gobernante de todos los bienes del Señor».

### Principios
Alrededor de 1870, Russell y su padre establecieron un grupo con varios conocidos para emprender un estudio analítico de la Biblia y los orígenes de la doctrina, el credo y la tradición cristianos. El grupo, fuertemente influenciado por los escritos de los ministros adventistas milleristas George Storrs y George Stetson, quienes también asistían con frecuencia, concluyó que muchas de las principales doctrinas de las iglesias establecidas, incluyendo la Trinidad, el fuego del infierno y la inmortalidad inherente del alma, no estaban corroboradas por las Escrituras.
Alrededor de enero de 1876 Russell recibió por correo una copia del Herald of the Morning de Nelson Barbour. Barbour fue un influyente escritor y editor adventista. Russell telegrafió a Barbour para concertar una reunión. Barbour y John Henry Paton visitaron Allegheny en marzo de 1876 a expensas de Russell para que pudiera escuchar sus argumentos y comparar las conclusiones que cada lado había hecho en sus estudios. Russell patrocinó un discurso de Barbour en St. George's Hall, Filadelfia, en agosto de 1876 y asistió a otras conferencias de Barbour.
Entre las enseñanzas que introdujo Barbour estaba la opinión de que los cristianos que habían muerto serían resucitados en abril de 1878. Russell, que anteriormente había rechazado la cronología profética, se sintió impulsado a dedicar su vida a lo que estaba convencido de que eran ahora los dos últimos años antes del regreso espiritual e invisible de Cristo. Vendió sus cinco tiendas de ropa por aproximadamente $ 300.000 (valor a 2021 $ 7.203.000). Con el estímulo y el respaldo financiero de Russell, Barbour escribió un esbozo de sus puntos de vista en Three Worlds and the Harvest of This World (Tres mundos y la cosecha de este mundo), publicado en 1877. Un texto que Russell había escrito anteriormente, titulado The Object and Manner of Our Lord's Return (El objeto y la manera del regreso de nuestro Señor), se publicó simultáneamente a través del oficinas del Herald of the Morning (Heraldo de la Mañana). Russell estaba ansioso por liderar un avivamiento cristiano y convocó dos reuniones separadas de líderes cristianos en Pittsburgh. Las ideas de Russell, enfatizando particularmente la inminencia del rapto y la segunda venida de Cristo, fueron rechazadas en ambas ocasiones.

### Separación de Barbour
Cuando llegó 1878, el fracaso del rapto esperado trajo una gran decepción para Barbour, Russell, sus asociados y lectores. Pero uno de los asociados de Russell afirmó que Russell no estaba molesto.

Mientras hablaba con Russell sobre los eventos de 1878, le dije que los periódicos de Pittsburgh habían informado que estaba en el puente de Sixth Street vestido con una túnica blanca en la noche de la Conmemoración de la muerte de Cristo, esperando ser llevado al cielo junto con muchos otros. Le pregunté: "¿Es eso correcto?" Russell se rió de buena gana y dijo: "Yo estaba en la cama esa noche entre las 10:30 y las 11:00 p.m. Sin embargo, algunos de los más radicales podrían haber estado allí, pero yo no. Tampoco esperaba que me llevaran al cielo en En ese momento, sentí que había mucho trabajo por hacer predicando el mensaje del Reino a los pueblos de la tierra antes de que la iglesia fuera quitada.
 Alexander Hugh Macmillan

Confundido por lo que se percibió como un error de cálculo, Russell volvió a examinar la doctrina para ver si podía determinar si tenía orígenes bíblicos o era simplemente tradición cristiana.[cita requerida] Concluyó que la doctrina era tradición cristiana. A través de las páginas del Herald, escribió sobre lo que había concluido sobre el tema. Barbour, avergonzado por el fracaso de sus expectativas, rechazó la explicación de Russell. Llevaron a cabo un debate en números sucesivos de la revista desde principios de 1878 hasta mediados de 1879. En cuestión de meses, Barbour cambió algunas de las opiniones que él y Russell habían compartido anteriormente, y ya no se basó en la cronología profética. Comenzaron a debatir sobre el tema del 'rescate de Cristo', y los dos finalmente se separaron debido a sus desacuerdos.
Russell retiró su apoyo financiero y comenzó su propio diario, Zion's Watch Tower (Torre de vigilancia de Zion) y Herald of Christ's Presence (Heraldo de la presencia de cristo), publicando su primer número en julio de 1879. Barbour formó The Church of the Strangers (La iglesia de los extraños) ese mismo año, y continuó publicando Herald of the Morning.

### Sociedad Watch Tower
En 1881, Russell fundó Zion's Watch Tower Tract Society, con William Henry Conley como presidente y Russell como secretario-tesorero; tenían la intención de difundir tratados, artículos, tratados doctrinales y Biblias. Todos los materiales fueron impresos y encuadernados por la empresa privada Tower Publishing Company de Russell por un precio acordado, luego distribuidos por colportores. La Sociedad se incorporó en 1884, con Russell como presidente, y en 1886 su nombre se cambió a Watch Tower Bible and Tract Society.
En 1908, Russell trasladó la sede de la Watch Tower Bible and Tract Society a Brooklyn , Nueva York, donde permaneció hasta 2016, cuando se trasladó a Warwick, Nueva York.

### Publicaciones
Con la formación de la Sociedad Watch Tower, Russell intensificó su ministerio. Su grupo de estudio bíblico había crecido a cientos de miembros locales, con seguidores en Nueva Inglaterra, Virginia, Ohio y otros lugares. Anualmente lo reeligen como "Pastor", y comúnmente se refieren a él como "Pastor Russell". Las congregaciones que eventualmente se formaron en otras naciones también siguieron esta tradición. 
En 1881, Russell publicó su primer trabajo para obtener una amplia distribución: Alimentos para cristianos pensantes. El "panfleto" de 162 páginas se publicó utilizando fondos donados por un monto aproximado de $ 40.000 (valor actual $ 1.059.724). Tuvo una circulación de casi 1,5 millones de copias durante un período de cuatro meses distribuidas en los Estados Unidos, Canadá y Gran Bretaña por varios canales. Durante el mismo año publicó Tabernáculo y sus Enseñanzas, que se expandió rápidamente y se reeditó como Tabernáculo Sombras de los "Mejores Sacrificios", destacando su interpretación de los diversos sacrificios de animales y ceremonias del tabernáculo instituidas por Moisés. Russell afirmó que la distribución de estas obras y otros tratados por la Sociedad Watch Tower durante 1881 superó en ocho veces la de la Sociedad Americana de Tratados para el año 1880. 
En 1903, los periódicos comenzaron a publicar sus sermones escritos. Estos sermones de los periódicos se distribuyeron en todo el mundo en hasta 4.000 periódicos, llegando finalmente a un número estimado de lectores de unos 15 millones en los Estados Unidos y Canadá. 
En 1910, la revista secular Overland Monthly calculó que para 1909, los escritos de Russell se habían convertido en los trabajos en inglés de mayor distribución y producción privada en los Estados Unidos. Dijo que todo el corpus de sus obras era el tercero más circulado en la tierra, después de la Biblia y el Almanaque chino.  En 1912, The Continent , una revista presbiteriana, declaró que en América del Norte los escritos de Russell habían alcanzado una mayor circulación "que la circulación combinada de los escritos de todos los sacerdotes y predicadores en América del Norte". 
Russell también tuvo muchos críticos, y con frecuencia se lo describió como hereje en este período. 

#### Estudios de las Escrituras
Russell dedicó casi una décima parte de su fortuna, junto con los fondos aportados, a la publicación y distribución de Alimentos para cristianos pensantes en 1881. Ese año también publicó El tabernáculo y sus enseñanzas y Tabernáculo Sombras de los mejores sacrificios. En 1886, después de, según se informa, no recuperar la mayor parte del dinero gastado en la publicación de estos tres títulos, comenzó a publicar lo que se pretendía que fuera una serie de siete volúmenes. Los volúmenes se llamaron colectivamente Millennial Dawn (amanecer milenario), y luego se les cambió el nombre a Estudios de las Escrituras para aclarar que no eran novelas.
La serie completa consta de los siguientes volúmenes:
- 1) El plan divino de las edades (único de la serie publicado en español) (1886)
- 2) El tiempo está cerca (1889)
- 3) Venga tu Reino (1891)
- 4) La batalla de Armagedón (1897)
- 5) La reconciliación entre Dios y el hombre (1899)
- 6) La nueva creación (1904)[35]

#### Creación
Fotodrama de la Creación

## Teología y enseñanzas
Después de su examen de la Biblia, Russell y otros Estudiantes de la Biblia llegaron a considerar los credos y tradiciones cristianos como errores dañinos. Vieron su propio trabajo como la restauración del cristianismo a la pureza de su primer siglo. Muchos líderes y eruditos de la Iglesia contemporánea consideraron sus puntos de vista heréticos. Russell estuvo de acuerdo con otros protestantes en la primacía de la Biblia y en la justificación solo por la fe, pero pensó que se habían introducido errores en la interpretación. Russell estuvo de acuerdo con muchos protestantes del siglo XIX, incluidos los Milleritas, en el concepto de una Gran Apostasía que comenzó en el siglo I d.C. También estuvo de acuerdo con muchos otros protestantes contemporáneos en la creencia en la inminente segunda venida de Cristo y en Armagedón.
Las interpretaciones de las Escrituras de Russell diferían de las de los católicos y de muchos protestantes en las siguientes áreas:
- Infierno. Dijo que había una resurrección celestial de 144.000 justos, así como una "gran multitud", pero creía que el resto de la humanidad dormía en la muerte, esperando una resurrección terrenal, en lugar de sufrir en un infierno literal.
- La Trinidad. Russell creía en la divinidad de Cristo, pero difería de la ortodoxia al enseñar que Jesús había recibido esa divinidad como un regalo del Padre después de morir en una cruz. También enseñó que el Espíritu Santo no es una persona, sino la manifestación del poder de Dios.
- La segunda venida de Cristo. Russell creía que Cristo había regresado invisiblemente en octubre de 1874 y que había estado gobernando desde el cielo desde esa fecha. Él creía que entonces comenzaba un "tiempo de angustia" que marcaría un deterioro gradual de la sociedad civilizada que conduciría al final de los "Tiempos de los Gentiles", con un ataque multinacional culminante contra un Israel restaurado, anarquía mundial y la repentina destrucción de todos los gobiernos del mundo en octubre de 1914. Después del estallido, en julio de 1914, de la Primera Guerra Mundial, Russell reinterpretó 1914 como el comienzo de Armagedón.
- Piramidología. Siguiendo los puntos de vista enseñados por primera vez por escritores cristianos como John Taylor (1781–1864), Charles Piazzi Smyth (1819–1900) y Joseph Seiss (1823–1904), Russell creía que la Gran Pirámide de Giza fue construida por los hebreos (asociándolos con los hicsos) bajo la dirección de Dios, pero para ser entendido solo en la era moderna. Adoptó la terminología de Seiss, refiriéndose a la pirámide como "la Biblia en piedra". Sostuvo que ciertos textos bíblicos, incluido Isaías 19: 19-20, profetizaron una comprensión futura de la Gran Pirámide. Creía que los diversos pasajes ascendentes y descendentes de la pirámide representaban conceptos bíblicos como la caída del hombre, la provisión de la Ley mosaica, la muerte de Cristo y la exultación de los santos en el cielo. Los cálculos se basaron en la suposición de que cada pulgada de los distintos pasajes representaba un año. Fechas como 1874, 1914 y 1918 supuestamente surgieron del estudio de este monumento.[36]
- Sionismo cristiano. Ampliando una idea sugerida por Nelson Barbour, Russell enseñó ya en 1879 que el favor de Dios había sido restaurado a los judíos como resultado de un "doble" profético que había terminado en 1878 (favor de Jacob a Jesús, luego desfavor de Jesús hasta 1878). En 1910, dirigió una reunión en el Teatro Hipódromo de Nueva York, a la que asistieron miles de judíos. Su enseñanza de que los judíos no deberían convertirse al cristianismo conmocionó a judíos y cristianos por igual. Russell creía que la tierra de Palestina pertenecía exclusivamente a la raza judía, que Dios entonces estaba llamando a los judíos a regresar a su tierra y que serían el centro del liderazgo terrenal bajo el Reino de Dios. Al principio de su ministerio, Russell especuló que los judíos podrían acudir a Palestina y formar su propia nación para el año 1910. Poco antes de su muerte en 1916, utilizó la prensa judía para enfatizar que 1914 marcaba proféticamente el tiempo en que las naciones gentiles ya no tenían autoridad terrenal; dijo que a todos los judíos, desde ese momento en adelante, Dios les permitió y los guió para reunirse en Palestina y reclamar la tierra audazmente para ellos.[37]
- El espiritismo y el ocultismo. "Russell atacó al espiritismo (al que llamó espiritismo)".[38]

### La Gran Pirámide de Guiza
Cálculos cronológicos de Russell contrastados con las medidas de gran pirámide de Keops.
Russell presta atención al astrónomo Piazzi Smyth y al pastor luterano Seiss sobre la creencia de que la Gran Pirámide de Guiza corrobora periodos bíblicos de tiempo y que es "el Testigo de piedra". Esto aparentemente se refleja con cierta frecuencia en su vida y en sus propios escritos; aunque no es que se diga que es una de sus creencias más prominentes. Por lo que al parecer hasta su testamento se ve afectado por esta idea, ya que tras su muerte, se coloca un monumento conmemorativo en forma de pirámide en el cementerio donde se lo entierra; que aún se ve en el Cementerio Rosemont United.
A lo largo de la etapa del presidente de la Sociedad Watchtower, Joseph Franklin Rutherford, se van descartando algunas de sus enseñanzas y doctrinas, que incluyen la de la Gran Pirámide de Guiza.

## Obras
En 1877, escribe el folleto The Object and Manner of the Lord's Return (El objetivo y manera del regreso del Señor). Aunque algunas publicaciones de los Testigos posteriores dan una fecha de publicación de 1873, el libro Proclamadores lo corrige, y declara que el folleto es escrito en 1877 y que se lo publica por el editor de The Herald of the Morning. Todos los ejemplares existentes dan una fecha de publicación de 1877. Se imprimen alrededor de 50.000 ejemplares.
En 1879, empieza a publicar Zion's Watch Tower and Herald of Christ's Presence (Torre del vigía de Sion y heraldo de la presencia de Cristo), actualmente conocida como La Atalaya.
Otras obras publicadas son:
- Three Worlds, and the Harvest of This World, por N.H. Barbour y C.T. Russell, 1877
- Three Worlds Tract, el mismo libro en formato de fascículos, año 1877
- Food for Thinking Christians folleto, 1881, 1884
- Millennium-Tagesanbruch y Estudios de las Escrituras, 7 vols. 1886
- The (Divine) Plan of the Ages, 1886, 1891, 1895, 1898, 1901-20, 1923-7
- The Time is at Hand 1889
- Thy Kingdom Come 1891
- The Day of Vengeance - posteriormente titulado The Battle of Armageddon 1897
- The Bible versus The Evolution Theory, folleto, 1898
- The At-one-ment Between God and Men año 1899
- The New Creation año 1904.

Sus libros y tratados escritos (especialmente sus seis volúmenes de Estudios en la Biblia y las notas del séptimo tomo) alcanzan una distribución de 16 millones de ejemplares en 35 idiomas, y 2000 periódicos publican sus sermones semanales.

### El Fotodrama de la Creación

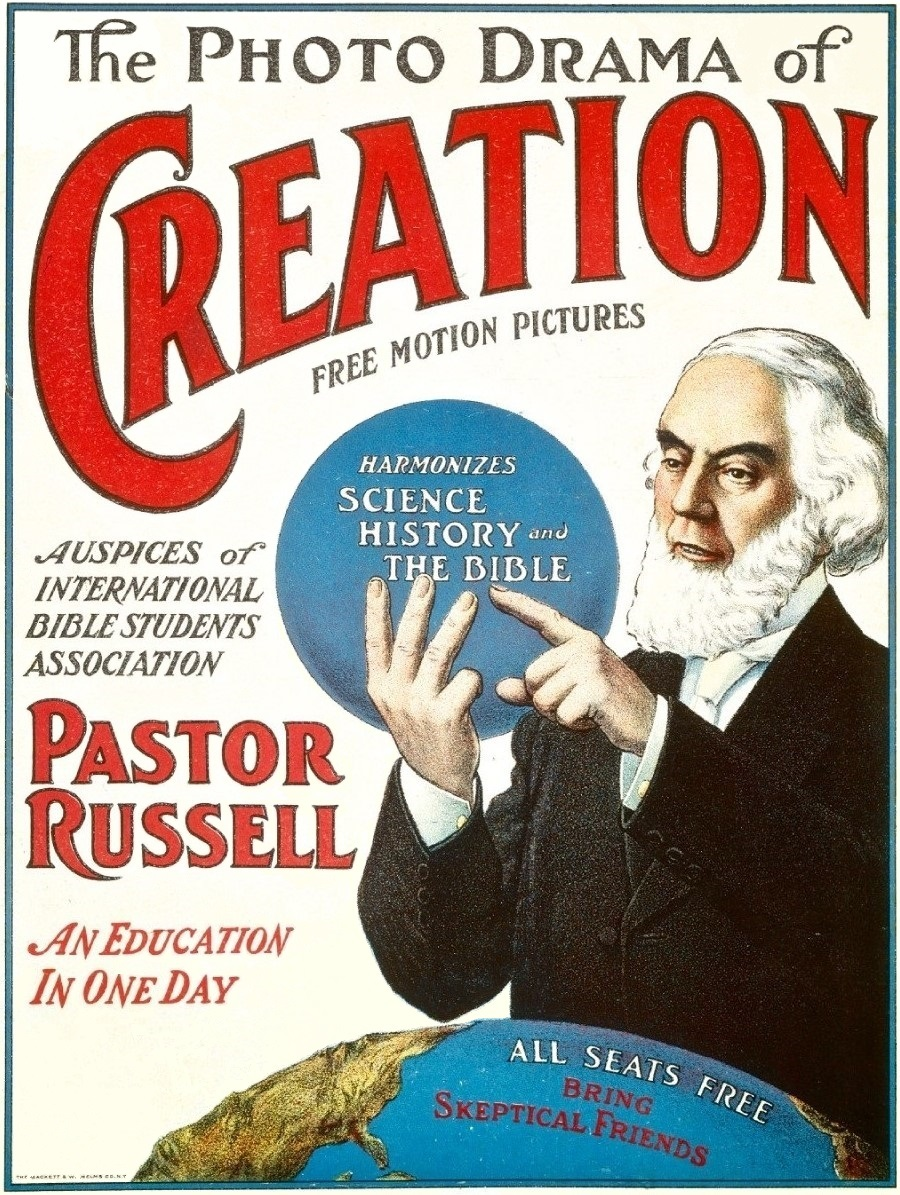
Rusell en un afiche del Fotodrama de la Creación.

Comprende además, que son elevadas las posibilidades que ofrece el cine para motivar a las personas, por lo que en 1912, comienza a preparar el «Fotodrama de la Creación». "Fotodrama de la Creación" combinaba películas cinematográficas y una presentación de diapositivas, y tenía sonido sincronizado. Aquella impresionante presentación llevaba al auditorio desde la época de la creación hasta el fin del Milenio. Muchas de aquellas ilustraciones se basan en los grabados del famoso artista Gustavo Doré. Se prepararon por lo menos veinte juegos de cuatro partes cada uno, lo que permitía que cada día se exhibiera una de las partes en 80 diferentes ciudades. Para el fin de 1914 más de 9 000 000 de personas habían visto el "Foto-Drama en Norteamérica, Europa y Australia".

## Muerte
La salud de Russell se había vuelto cada vez más delicada en los últimos tres años previos a su muerte. Durante su última gira ministerial por el oeste y suroeste de Estados Unidos, se enfermó cada vez más de Cistitis, pero ignoró el consejo de abandonar la gira. Estaba cada vez más enfermo y débil durante su última semana. Russell murió el 31 de octubre de 1916 a los 64 años cerca de pampa, Texas, mientras regresaba a Brooklyn en tren.  Un socio de Russell declaró que a los 64 años su cuerpo estaba más desgastado que el de su padre, que murió a los 84 años. Fue inhumado en United Cemetery, Pittsburgh. La tumba (vide coordenadas arriba) está marcada con una lápida; cerca se encuentra una pirámide conmemorativa de 2,1 m (7 pies) erigida por la Sociedad Watch Tower Bible and Tract en 1921.

## Legado
En enero de 1917, Joseph Franklin Rutherford fue elegido presidente de la Sociedad Watch Tower Bible and Tract, a pesar de las disputas sobre el proceso de elección. Surgieron más disputas sobre la interpretación de las secciones del testamento de Russell que tratan del contenido futuro de la revista Zion's Watch Tower, así como sobre quién, si es que alguien, tenía autoridad para imprimir nueva literatura. A fines de la década de 1920, casi tres cuartas partes de las congregaciones de Estudiantes de la Biblia habían rechazado los cambios en curso de Rutherford en la estructura organizativa, las interpretaciones doctrinales y las prácticas congregacionales, algunos de los cuales comenzaron a aparecer en material impreso por la Sociedad Watch Tower Bible and Tract ya en 1917. Muchos Estudiantes de la Biblia estaban descontentos por el rechazo de Rutherford a los puntos de vista de Russell con respecto a su papel en la restauración de la "verdad"  y el apoyo de la Gran Pirámide como habiendo sido construida bajo la dirección de Dios. 
Los que siguieron apoyando a Rutherford adoptaron el nuevo nombre de "testigos de Jehová" en 1931. Cambiaron el nombre de su revista a La Atalaya. Muchos de los Estudiantes de la Biblia más destacados que habían dejado la sociedad celebraron su propia reunión en octubre de 1929 para reunir a otros disidentes; la Primera Reunión Anual de Estudiantes de la Biblia se celebró en la antigua "Casa Bíblica" de Pittsburgh que Russell utilizó durante mucho tiempo.  Estas convenciones se celebraban anualmente, pero el proceso de "reunión" tomó casi veinte años. 
A la muerte de su otro presidente, le siguió Nathan Homer Knorr como su sucesor. En 2018, su grupo era dirigido por su Cuerpo Gobernante de 8 miembros.

## Controversias

### Estilo de liderazgo
Ya en 1892, ciertas personas asociadas con su ministerio criticaron duramente las opiniones y el estilo de gestión de Russell. En 1893, los asociados Otto van Zech, Elmer Bryan, JB Adamson, SG Rogers, Paul Koetitz y otros escribieron un documento que circuló entre los Estudiantes de la Biblia en Pittsburgh. Acusó a Russell de ser un líder dictatorial, un astuto hombre de negocios que parecía ansioso por recolectar fondos de la venta de los libros de Millennial Dawn, de engañar financieramente a uno de ellos y de publicar miles de libros de Millennial Dawn con un seudónimo femenino. Russell escribió un folleto A Conspiracy Exposed and Harvest Siftings como respuesta, y lo publicó como un extra de la revista Zion's Watch Tower de abril de 1894.revista. Tenía la intención de adelantarse a los esfuerzos de sus críticos para hacer circular sus puntos de vista a una audiencia más amplia de Estudiantes de la Biblia. Russell imprimió copias de cartas que había recibido de estos antiguos asociados para mostrar que sus afirmaciones eran falsas y que los involucrados 'fueron guiados por Satanás en un intento de subvertir su obra' como "ministro del evangelio".

### Alegación de conducta inmoral
En 1897, la esposa de Russell, María, lo dejó después de un desacuerdo sobre la administración de la revista Zion's Watch Tower. Según el sucesor de Russell, Joseph Franklin Rutherford , ella creía que, como su esposa, debería tener el mismo control sobre su administración y los mismos privilegios para escribir artículos, predicar y viajar al extranjero como su representante.  En 1903 solicitó la separación legal por crueldad mental, refiriéndose al celibato forzado y al frecuente trato frío e indiferente por parte de él. La separación se concedió en 1908, y Russell se encargó de pagar la pensión alimenticia.
Durante el juicio, el abogado de la Sra. Russell alegó que en 1894 el Sr. Russell había tenido una "intimidad inapropiada" con Rose Ball, para entonces una mujer de 25 años. Los Russell la habían cuidado como una hija adoptiva que se decía que era huérfana. La Sra. Russell alegó que Ball le había dicho que el Sr. Russell afirmó ser una "medusa flotando" amorosa para diferentes mujeres hasta que alguien respondió a sus avances. Russell negó las acusaciones y dijo que nunca había usado ese lenguaje para describirse a sí mismo.  Cuando el juez le preguntó a la Sra. Russell si estaba acusando a su esposo de adulterio, ella respondió: "No". 
The Washington Post y Mission Friend of Chicago reimprimieron la historia de las "medusas" y también acusaron a Russell de conducta inmoral. Russell demandó a los periódicos por difamación; el jurado decidió a su favor otorgándole un dólar. Después de una apelación, Russell recibió un acuerdo en efectivo de $ 15,000 (valor actual $ 427,000) más costos judiciales, y un acuerdo de que los dos periódicos publicaran sus sermones sindicados semanales, así como una retractación defendiendo su carácter. 
Luego, Rose Ball se casó y vivió en Australia. Como Rose Ball Henninges, murió el 22 de noviembre de 1950 a la edad de 81 años en Melbourne. Durante varios años había escrito artículos para The People's Paper y estuvo asociada con los Estudiantes de la Biblia en Australia hasta su muerte.

### 'Trigo milagroso'
El 22 de marzo de 1911, The Brooklyn Daily Eagle informó que Russell fue acusado de obtener ganancias de una cepa de trigo llamada "Miracle Wheat" por KB Stoner de Fincastle, Virginia , quien afirmó haber descubierto esta cepa. Russell vendió el trigo a $ 60 el bushel, muy por encima del costo promedio del trigo en ese momento. A lo largo de 1912 y 1913, Eagle continuó informando sobre el presunto fraude de Russell. Russell demandó al Eagle por difamación, pero perdió. Un experto del gobierno investigó el "trigo milagroso" y dijo que "estaba bajo en las pruebas del gobierno". Antes de entrar a la corte, el Águila declaró que "en el juicio demostrará que" Pastor "Russell 'Russell se defendió públicamente y por escrito, afirmando que el trigo fue donado a la Sociedad Watch Tower. Dijo que aunque se vendió a 1 dólar la libra, Stoner supuestamente lo vendió de forma rutinaria a 1,25 dólares la libra. Russell afirmó no tener ninguna conexión financiera con el trigo y dijo que nadie reclamó un reembolso, aunque había ofrecido uno hasta un año después para cualquiera que no estuviera satisfecho con su compra. En 1975, la Sociedad Watch Tower declaró que los ingresos brutos de la recaudación de fondos "Miracle Wheat" totalizaron "alrededor de $ 1800" (valor actual $ 49,000), de los cuales "Russell mismo no recibió ni un centavo". También dijo que "la Sociedad en sí no hizo ningún reclamo por el trigo por su propio conocimiento y el dinero recibido fue como una donación para la obra misionera cristiana.

### Calificaciones
En junio de 1912, el Rev. JJ Ross (1871-1935), pastor de la Iglesia Bautista James Street en Hamilton, Ontario, publicó y distribuyó ampliamente un folleto de cuatro páginas titulado, Algunos datos sobre el "pastor" con estilo propio Charles T. Russell (de Millennial Dawn Fame). Alegó que Russell estaba involucrado en prácticas comerciales cuestionables, había defraudado a su esposa separada y denunció sus calificaciones, legitimidad y ejemplo moral como pastor. Russell, a su vez, demandó a Ross por difamación el 2 de diciembre de 1912. Después de varias demoras, el caso llegó ante el magistrado del tribunal de policía GF Jelfs el 17 de marzo de 1913. Durante el interrogatorio, Russell dijo que había asistido a la escuela pública durante siete años, y que se había ido cuando tenía unos catorce años de edad, después de lo cual recibió instrucción. a través de tutores privados.  Dijo que estaba versado en términos latinos "hasta cierto punto" pero que no sabía hebreo ni griego, que nunca había sido ordenado por ningún obispo o ministro, y que nunca había asistido a un seminario teológico ni a ninguna escuela de educación superior. . Los periódicos de Hamilton y Toronto, Ontario, informaron sobre las afirmaciones de Ross y proporcionaron un breve resumen de los procedimientos judiciales. No se refirieron a ninguna supuesta mala conducta por parte de Russell. Criticaron a Ross por haber huido de Ontario cuando fue citado y no estar presente durante ninguno de los procedimientos judiciales. 
El 1 de abril de 1913, el Tribunal Superior de Ontario emitió un veredicto de "No proyecto de ley" y dictaminó que Russell no tenía derecho a indemnización porque no era probable que la difamación resultara en violencia dentro de Canadá.  Después del caso de difamación, Ross publicó una edición ampliada de 48 páginas titulada, Algunos hechos y más hechos sobre el "Pastor" con estilo propio Charles T. Russell (de Millennial Dawn Fame) . En este trabajo, Ross afirmó que durante el procedimiento del 17 de marzo de 1913, Russell había mentido repetidamente bajo juramento al afirmar que fue ordenado, pero negó lo mismo cuando fue interrogado, al afirmar que conocía el idioma griego, pero cuando se le mostró por el consejero Staunton un extracto del Nuevo Testamento en griego por Westcott y Hort, no pudo reconocerlo, y que no se había divorciado de su esposa, pero se retractó de la declaración bajo interrogatorio.  En respuesta, Russell declaró a través de varias fuentes impresas y públicas que nunca había afirmado tener conocimiento de la lengua griega, simplemente el alfabeto  y que los primeros cristianos también fueron criticados por las autoridades religiosas por ser iletrados e ignorantes.  Creía que su ordenación era "de Dios" de acuerdo con el modelo bíblico, que no requería ninguna aprobación denominacional o formación teológica. Sugirió que su elección anual como "Pastor" por más de 500 congregaciones en todo el mundo lo constituía debidamente ordenado. Russell sostuvo que Ross y otros lo estaban atacando porque no podían responder a sus argumentos teológicos, prefiriendo en cambio recurrir a la difamación y el asesinato de personajes.

### Uso del simbolismo masónico

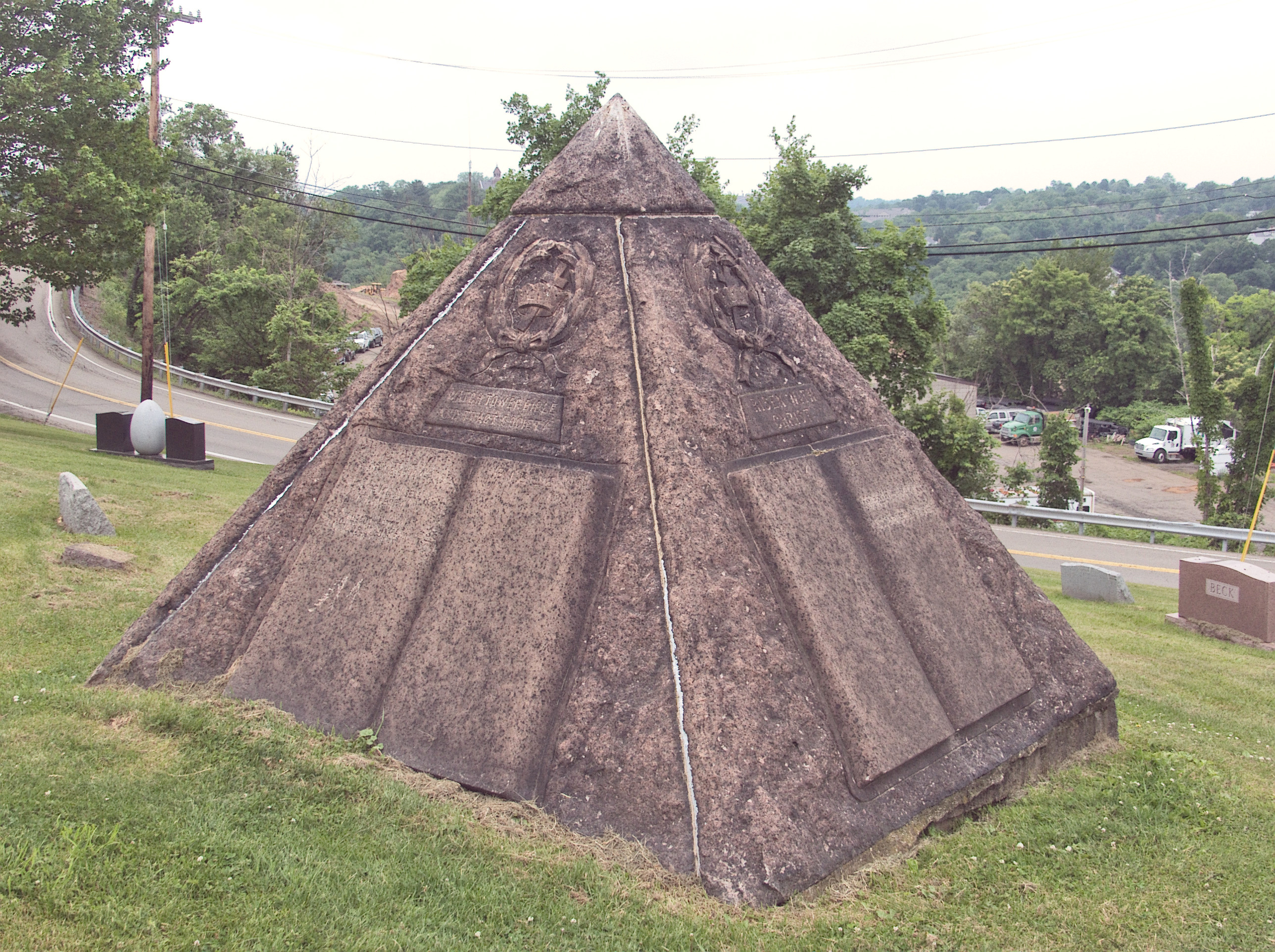
Monumento a Charles Taze Russell cerca de su tumba

Algunos han afirmado que varios símbolos que Russell empleó en su literatura publicada son de naturaleza masónica, y que tales asociaciones implicaban que se dedicaba a actividades ocultas. Sin embargo, Russell justificó el uso del sol alado como comprensión de Malaquías 4: 2 por lo que es curioso que se haya comparado con ellos, así que es controvertido.
El 1 de septiembre de 2021 la pirámide fue retirada del cementerio ya que era un obstáculo para la integración de nuevos fieles y los excesivos cuestionamientos de la gente.  .